# Iain Simcock
Pour les articles homonymes, voir Simcock.
Iain Simcock, né le 13 mars 1965, est un organiste, claveciniste et chef de chœur britannique.

## Biographie
Lauréat des premiers prix d'interprétation et d'improvisation du Collège royal des organistes à dix-sept ans, Iain Simcock devient un des chefs de chœur et organistes adjoints à la St. George's Chapel de Windsor où il a notamment joué à plusieurs occasions devant la famille royale. Nommé à la cathédrale Christ Church d'Oxford, il joue et dirige souvent pour la BBC (radio et télévision), ainsi que dans les festivals les plus prestigieux. Il obtient en même temps une maîtrise de musicologie à l'université d'Oxford et des prix d'orchestration, de contrepoint et d'interprétation de musique baroque. C'est avec David Sanger à Oxford et Jean Langlais à Paris qu'il étudie l'orgue.
Après trois années passées à Oxford, Iain Simcock est nommé à l'abbaye de Westminster à Londres, puis en 1988, « maître de musique assistant » à la cathédrale de Westminster. Pendant sept ans, il se consacre totalement à la vie musicale de la cathédrale, ses grands offices quotidiens, un concert d'orgue hebdomadaire et les émissions pour la radio et la télévision assurées régulièrement depuis la cathédrale.
Chef de chœur à la cathédrale de Glasgow, il quitte celle-ci suite à un scandale en 2012 : il était accusé d'avoir eu une relation sexuelle avec sa petite amie dans le cimetière. Il était aussi accusé de harcèlement sur les membres du choeur.
Il enregistre une dizaine de disques pour la firme Hyperion et effectue des tournées de concerts à travers le monde. Parmi ceux-ci : deux concerts au festival des Proms à Londres, un concert à l'Exposition universelle de Séville en 1992 et des concerts radiodiffusés aux journées de l'Union européenne de radio-télévision.
Lauréat des concours internationaux de Chartres et Wasquehal-Saint-Omer, Iain Simcock travaille à son compte à partir de 1994, pour élargir ses activités musicales.
Il fonde The International Bach Ensemble, ensemble baroque qu'il dirige depuis son clavecin. Il donne plus de trois cents concerts à Angers en tant que chef de chœur, organiste et claveciniste. Il interprète notamment toutes les grandes œuvres pour clavecin de Johann Sebastian Bach et l'intégrale de ses œuvres pour orgue. Il crée aussi un chœur d'enfants au conservatoire à rayonnement régional d'Angers, invité à participer à deux opéras à l'Opéra national de Bordeaux et une émission sur France Musique et qui enregistre un disque salué par les critiques et le public.
Parallèlement à ses récitals à l'orgue et au clavecin, il est de plus en plus sollicité pour accompagner au piano des concerts de lieders avec de grands chanteurs. Il est régulièrement invité en tant que membre de jury pour des concours internationaux d'orgue et de chant. En tant que chef de chœur, il a préparé de nombreux jeunes chanteurs pour des productions à l'Opéra national de Bordeaux, parmi lesquelles The Turn of the Screw et A Midsummer Night's Dream de Benjamin Britten, Pelléas et Mélisande de Claude Debussy et Die Zauberflöte de Mozart. Il a aussi été chef-assistant et claveciniste pour Jephtha de Georg Friedrich Haendel.
Iain Simcock est actuellement directeur musical de l'Académie vocale de Paris dont il dirige les deux maîtrises, tout en continuant parallèlement sa carrière de concertiste.

## Discographie
- Panis angelicus and favourite motets from Westminster Cathedral, chœur de la cathédrale de Westminster, Iain Simcock (orgue), James O'Donnell (dir.) - Hyperion, 1993